# امامزاده معصوم
زیارتگاه امامزاده معصوم در خیابان قزوین بین گمرک و سه راه آذری در تهران  واقع شده است.  همچنین امامزاده معصوم نام محله‌ای از منطقه ۱۰ شهرداری تهران که در خیابان قزوین تقاطع خیابان برادران شهید عرب (هفت چنار) واقع‌ شده‌است. صاحب این آرامگاه از نوادگان امام پنجم شیعیان محمد باقر می‌باشد.

## تاریخچه بقعه
ساختمان این بقعه که قدمت تاریخی‌اش به دورهٔ صفویه بازمی‌گردد ساده و بی پیرایه‌است و گنبد فیروزه‌ای رنگ و کاشیکاری زیبایش که به سبک عهد صفویه‌است زینت بخش این بقعه گردیده‌است. بنای امامزاده معصوم در زمان شاه عباس به شکل بقعه درآمد. مساحت آن هم اکنون، ۱۲۰۰ متر مربع و مساحت ساختمان با حیاط بیش از ۲۰۰۰ متر مربع است.
در حال حاضر، پروژه فرهنگی، مذهبی و اجتماعی به نام قمر بنی هاشم در اطراف این امامزاده در حال ساخت است.
داخل حرم و بر روی مرقد امامزاده معصوم، ضریح کوچک و زیبایی قرار دارد. دو رواق نسبتاً کوچک نیز در ضلع شرقی و غربی داخل حرم وجود دارد.
در ایوان جنوبی دو کتیبه کوچک مرمر طرفین درب حرم نصب گردیده که یکی در تاریخ ۱۰۴۰ هجری قمری و در دیگری تاریخ ۱۲۴۰ هجری قمری به چشم می‌خورد که بر اساس آن بنای اولیهٔ این بقعه مقارن با سال‌های اول سلطنت شاه صفی توسط خواجه محب فرزند حاجی رمضان بریانکی در سال ۱۰۴۰ دستخوش تعمیر و مرمت گردیده‌است؛ ولی از کتیبهٔ دوم معلوم می‌شود که این تعمیر و مرمت هم مانع انهدام بقعه مزبور نگشته و ۲۰۰ سال پس از آن، بقعه کنونی به جای بقعهٔ ویران شده قبلی بنا گردیده‌است.
این بنا در چند دههٔ اخیر نیز چندین بار مورد مرمت قرار گرفته که از آن جمله می‌توان به بازسازی ایوان جنوبی با ستون‌ها و تیرهای فلزی اشاره نمود. آیینه کاری داخل بنا توسط محمدرضا نوید به سال ۱۳۷۳ ش انجام گرفته که بانی آن حاج علی قجر است و در قسمتی از ضریح نوشته شده: اصفهان زرگری حسن پرورش، قلمزنی اکبر سبزیان و نجاری اخوان خالق زادگان ساخته شد. این امامزاده دارای فضای سبز وسیع، زائر سرا، پارکینگ و امکانات رفاهی مناسبی جهت استفاده زائرین محترم است. بنای مزبور که از آثار دوره صفویه و قاجار است به شماره ۱۹۱۳ جزو آثار ملی ثبت شده‌است.
این بقعه هم‌اکنون نیز در حال مرمت و بازسازی است که بنا به ظاهر، مکان‌هایی جهت کتابخانه و سالن اجتماعات و حسینیه در نظر گرفته شده‌است. با توجه به فضاهای سبز اطراف امام‌زاده معصوم بزرگترین امامزاده تهران نیز هست.

## فهرست منابع
(سایت شبکه امام صادق)